# Řád zářící hvězdy (Zanzibar)
Řád zářící hvězdy (arabsky El kaukab el douri) byl zanzibarský řád. Založil ho roku 1875 zanzibarský sultán Bargaš ben Saíd. Byl rozdělen do dvou tříd, z nichž první byla udělována výhradně hlavám států, druhá se pak ještě dělila na dalších pět tříd. Řád zanikl v roce 1964 pádem sultanátu a spojením Zanzibaru s Tanganikou do Tanzanie.

## Třídy a způsob nošení
Řád byl udělován ve dvou třídách, z toho první se udělovala jenom hlavám států a druhá se potom dělila ještě do 4 dalších tříd.
- 1. třída (velkokříž a hvězda)
- 2. třída (velkokomandér, hvězda nošená na pravé straně hrudi)
- 3. třída (komandér, odznak na stuze u krku)
- 4. třída (důstojník, odznak s rozetou na stuze)[1]

## Vzhled řádu
Odznakem je zlatý, červeně smaltovaný pětiramenný kříž s kuličkami na hrotech a bílým lemem. V kulatém středovém medailonu je vyobrazena zlatá, arabským písmem psaná iniciála sultána v červeném poli. Kříž leží na zeleném vavřínovém věnci a je zavěšen na dalším zeleném vavřínovém věnci. Podoba řádu vycházela z francouzského vyznamenání Čestné legie.
Hvězda je stříbrná a osmicípá se středovým medailonem kříže. Stuha je červená s bílým lemem.